# 胡賓墀
胡賓墀（？—？），號見龍，福建漳州府漳浦縣人，明朝政治人物。

## 生平
萬曆十三年（1585年）乙酉科福建鄉試舉人。萬曆二十年（1592年），登壬辰科第二甲第四十四名進士，工部觀政，授南京刑部主事，丁憂歸。二十五年補原职，二十六年养病卒。

## 家族
曾祖胡子瑞；祖父胡彌育，封行人、户部主事；父胡文曜，户部郎中。